# جورج س. برات
جورج س. برات (بالإنجليزية: George C. Pratt)‏ هو محامي وقاضي أمريكي، ولد في 22 مايو 1928 في كورنينغ في الولايات المتحدة.